# Crotalaria tenuipedicellata
Crotalaria tenuipedicellata är en ärtväxtart som beskrevs av Baker f.. Crotalaria tenuipedicellata ingår i släktet sunnhampor, och familjen ärtväxter. Inga underarter finns listade i Catalogue of Life.